# Neuchâtel Xamax Football Club 2008-2009
Questa voce raccoglie le informazioni riguardanti il Neuchâtel Xamax Football Club nelle competizioni ufficiali della stagione 2008-2009.

## Stagione
Nella stagione 2008-2009 il Neuchatel Xamax, allenato da Néstor Clausen e Alain Geiger, concluse il campionato di Super League al 7º posto. In Coppa Svizzera il Neuchatel Xamax fu eliminato agli ottavi di finale dal Concordia Basilea.

## Rosa
| N. |                      | Ruolo | Calciatore          |
| -- | -------------------- | ----- | ------------------- |
| 1  | Svizzera (bandiera)  | P     | Laurent Walthert    |
| 2  | Argentina (bandiera) | D     | Iván Furios         |
| 3  | Svizzera (bandiera)  | D     | Mickaël Facchinetti |
| 4  | Francia (bandiera)   | D     | Stéphane Besle      |
| 5  | Svizzera (bandiera)  | D     | Alexandre Quennoz   |
| 6  | Marocco (bandiera)   | C     | Tariq Chihab        |
| 7  | Francia (bandiera)   | C     | Chahir Belghazouani |
| 8  | Brasile (bandiera)   | C     | Rodrigo Tosi        |
| 9  | Serbia (bandiera)    | C     | Ifet Taljević       |
| 10 | Francia (bandiera)   | C     | Johnny Szlykowicz   |
| 11 | Finlandia (bandiera) | A     | Niklas Tarvajärvi   |
| 12 | Svizzera (bandiera)  | D     | Selver Hodžić       |
| 13 | Senegal (bandiera)   | C     | Ibrahima Niasse     |
| 14 | Svizzera (bandiera)  | C     | Raphaël Nuzzolo     |
| 15 | Svizzera (bandiera)  | C     | Richmond Rak        |
| 17 | Guinea (bandiera)    | C     | Thierno Bah         |

| N. |                           | Ruolo | Calciatore         |
| -- | ------------------------- | ----- | ------------------ |
| 18 | Svizzera (bandiera)       | P     | Guillaume Faivre   |
| 19 | Svizzera (bandiera)       | C     | Stéphane Garcia    |
| 20 | Filippine (bandiera)      | A     | Martin Steuble     |
| 21 | Francia (bandiera)        | D     | William Edjenguélé |
| 22 | Svizzera (bandiera)       | C     | Sébastien Wüthrich |
| 23 | Svizzera (bandiera)       | D     | Mike Gomes         |
| 24 | Arabia Saudita (bandiera) | D     | Hussein Sulaimani  |
| 25 | Nigeria (bandiera)        | A     | Brown Ideye        |
| 26 | Svizzera (bandiera)       | C     | Maxime Vuille      |
| 28 | Francia (bandiera)        | A     | Michaël Daoud      |
| 29 | Argentina (bandiera)      | A     | Julio Hernán Rossi |
| 30 | Italia (bandiera)         | P     | Luca Ferro         |
| 33 | Svizzera (bandiera)       | D     | Bastien Geiger     |
|    | Svizzera (bandiera)       | P     | Joachim Mollard    |
|    | Guadalupa (bandiera)      | A     | Mickaël Niçoise    |

## Organigramma societario
Area tecnica
- Allenatore: Alain Geiger
- Allenatore in seconda: Jean-Michel Aeby
- Preparatore dei portieri: Florent Delay
- Preparatori atletici:

## Calciomercato

### Sessione estiva
| Acquisti | Acquisti            | Acquisti             | Acquisti |
| R.       | Nome                | da                   | Modalità |
| -------- | ------------------- | -------------------- | -------- |
| P        | Joachim Mollard     | Serrières            |          |
| C        | Chahir Belghazouani | Strasburgo           |          |
| D        | Iván Furios         | Instituto de Córdoba |          |
| D        | Hussein Sulaimani   | Al-Ahli              |          |
| D        | William Edjenguélé  | Le Mans (CFA)        |          |
| P        | Luca Ferro          | La Chaux-de-Fonds    |          |
| C        | Stéphane Garcia     | Étoile Carouge       |          |
| D        | Selver Hodžić       | Bnei Yehuda          |          |
| C        | Ibrahima Niasse     | Nancy (CFA)          |          |
| A        | Mickaël Niçoise     | R.E. Mouscron        |          |
| C        | Rodrigo Tosi        | Olten                |          |
| C        | Ifet Taljević       | Bellinzona           |          |

| Cessioni | Cessioni           | Cessioni    | Cessioni |
| R.       | Nome               | a           | Modalità |
| -------- | ------------------ | ----------- | -------- |
| C        | Steven Lang        | Aarau       |          |
| D        | Pascal Jenny       | Friburgo    |          |
| D        | Mounir El-Haimour  | Barnsley    |          |
| D        | Christophe Jaquet  | Friburgo    |          |
| A        | Miloš Malenović    | Almere City |          |
| A        | Moreno Merenda     | San Gallo   |          |
| P        | Pascal Zuberbühler | Fulham      |          |

### Sessione invernale
| Acquisti | Acquisti          | Acquisti | Acquisti |
| R.       | Nome              | da       | Modalità |
| -------- | ----------------- | -------- | -------- |
| D        | Bastien Geiger    | Sion     |          |
| A        | Niklas Tarvajärvi | Vitesse  |          |

| Cessioni | Cessioni   | Cessioni | Cessioni |
| R.       | Nome       | a        | Modalità |
| -------- | ---------- | -------- | -------- |
| A        | Matar Coly | Al-Wahda |          |

## Risultati

### Super League

#### Prima fase, girone di andata
| Arbitro: | Circhetta |

|           |           |                     |
| Besle 48’ | Marcatori | 34’ Hassli 49’ Abdi |

| Arbitro: | Petignat |

|                     |           |                      |
| Sermeter 52’ (rig.) | Marcatori | 40’ Rossi 63’ Chihab |

| Arbitro: | Busacca |

|  |           |           |
|  | Marcatori | 84’ Rossi |

| Neuchâtel 2 agosto 2008, ore 17:45 CEST 4ª giornata | Neuchâtel Xamax | 0 – 0 referto | Aarau | La Maladière (5 575 spett.)\| Arbitro: \| Kever \| |
| Arbitro:                                            | Kever           |               |       |                                                    |

| Arbitro: | Bertolini |

|                            |           |           |
| Bastians 41’ Schneuwly 72’ | Marcatori | 23’ Ideye |

| Arbitro: | Grossen |

|           |           |            |
| Paulo 90’ | Marcatori | 8’ Cabanas |

| Arbitro: | Rogalla |

|                                           |           |                         |
| Huggel 26’ Derdiyok 28’, 34’ Carlitos 44’ | Marcatori | 36’, 42’ Coly 50’ Rossi |

| Arbitro: | Hänni |

|                  |           |                      |
| Rak 71’ Coly 82’ | Marcatori | 28’ Ural 32’ Rivaldo |

| Arbitro: | Busacca |

|                                 |           |                                        |
| Ideye 3’ Chihab 23’, 67’ (rig.) | Marcatori | 16’ M'Futi 57’ Saborío 75’ Monterrubio |

#### Prima fase, girone di ritorno
| Arbitro: | Circhetta |

|                             |           |  |
| Hassli 2’ Alphonse 21’, 90’ | Marcatori |  |

| Arbitro: | Hänni |

|                                     |           |                                       |
| Coly 17’ Rossi 69’ (rig.) Ideye 86’ | Marcatori | 41’ Sermeter 83’ Ciarrocchi 90’ Gashi |

| Arbitro: | Wermelinger |

|                  |           |  |
| Rossi 90’ (rig.) | Marcatori |  |

| Arbitro: | Rogalla |

|                       |           |           |
| Rogério 14’ Burki 54’ | Marcatori | 10’ Besle |

| Arbitro: | Bertolini |

|                    |           |                                             |
| Coly 81’ Ideye 85’ | Marcatori | 30’, 33’ (rig.) Raimondi 71’ (rig.) Doumbia |

| Arbitro: | Laperrière |

|                   |           |  |
| Furios 92’ (aut.) | Marcatori |  |

| Arbitro: | Petignat |

|                                      |           |  |
| Taljević 35’ (rig.) Zanni 67’ (aut.) | Marcatori |  |

| Arbitro: | Grossen |

|                |           |  |
| Ritzberger 57’ | Marcatori |  |

| Sion 13 dicembre 2008, ore 17:45 CET 18ª giornata | Sion       | 0 – 0 referto | Neuchâtel Xamax | Stade Tourbillon (7 800 spett.)\| Arbitro: \| Laperrière \| |
| Arbitro:                                          | Laperrière |               |                 |                                                             |

#### Seconda fase, girone di andata
| Arbitro: | Circhetta |

|                                     |           |                            |
| Taljević 49’ (rig.) Niasse 67’, 88’ | Marcatori | 8’ Paiva 37’, 86’ Frimpong |

| Aarau 14 febbraio 2009, ore 17:45 CET 20ª giornata | Aarau   | 0 – 0 referto | Neuchâtel Xamax | Stadion Brügglifeld (3 500 spett.)\| Arbitro: \| Busacca \| |
| Arbitro:                                           | Busacca |               |                 |                                                             |

| Arbitro: | Zimmermann |

|                             |           |                  |
| Wüthrich 60’ Ideye 70’, 80’ | Marcatori | 89’, 90’ Saborío |

| Arbitro: | Studer |

|                        |           |  |
| Dudar 39’ Beghetto 53’ | Marcatori |  |

| Arbitro: | Rogalla |

|                               |           |           |
| Tarvajärvi 38’ Ideye 76’, 84’ | Marcatori | 36’ Rudan |

| Arbitro: | Kever |

|                           |           |  |
| Abdi 43’ (rig.), 47’, 78’ | Marcatori |  |

| Arbitro: | Hänni |

|         |           |             |
| Linz 7’ | Marcatori | 65’ Steuble |

| Arbitro: | Busacca |

|                        |           |                            |
| Wüthrich 24’ Besle 32’ | Marcatori | 55’, 77’ Häberli 85’ Degen |

| Arbitro: | Bieri |

|                                   |           |  |
| Chipperfield 13’, 65’ Stocker 90’ | Marcatori |  |

#### Seconda fase, girone di ritorno
| Arbitro: | Rogalla |

|                        |           |                                       |
| Besle 47’ Taljević 49’ | Marcatori | 24’ Perović 35’ Streller 64’ Derdiyok |

| Berna 23 aprile 2009, ore 19:45 CEST 29ª giornata | Young Boys | 0 – 0 referto | Neuchâtel Xamax | Stade de Suisse (18 899 spett.)\| Arbitro: \| Laperrière \| |
| Arbitro:                                          | Laperrière |               |                 |                                                             |

| Arbitro: | Wermelinger |

|                                                 |           |            |
| Taljević 3’, 53’ (rig.) Niasse 56’ Wüthrich 81’ | Marcatori | 65’ Riedle |

| Arbitro: | Studer |

|  |           |              |
|  | Marcatori | 32’ Aegerter |

| Arbitro: | Busacca |

|                        |           |                                            |
| Gaspar 52’ Cerrone 57’ | Marcatori | 29’, 61’ Daoud 83’ Belghazouani 90’ Niasse |

| Arbitro: | Circhetta |

|           |           |  |
| Ideye 20’ | Marcatori |  |

| Arbitro: | Laperrière |

|          |           |  |
| Reset 7’ | Marcatori |  |

| Arbitro: | Bieri |

|                                          |           |            |
| Chihab 64’ (rig.) Hodžić 68’ Nuzzolo 90’ | Marcatori | 73’ Pejčić |

| Arbitro: | Bertolini |

|                          |           |             |
| Zverotić 3’ Siegrist 90’ | Marcatori | 49’ Nuzzolo |

### Coppa Svizzera
| 20 settembre 2008, ore 19:00 CEST Primo turno | Saxon | 0 – 2 | Neuchâtel Xamax |  |

| 18 ottobre 2008, ore 17:30 CEST Secondo turno | Losanna | 1 – 2 | Neuchâtel Xamax |  |

| 22 novembre 2008, ore 17:30 CET Ottavi di finale | Concordia Basilea | 4 – 0 | Neuchâtel Xamax |  |

## Statistiche

### Statistiche di squadra
| Competizione   | Punti | In casa | In casa | In casa | In casa | In casa | In casa | In trasferta | In trasferta | In trasferta | In trasferta | In trasferta | In trasferta | Totale | Totale | Totale | Totale | Totale | Totale | DR |
| Competizione   | Punti | G       | V       | N       | P       | Gf      | Gs      | G            | V            | N            | P            | Gf           | Gs           | G      | V      | N      | P      | Gf     | Gs     | DR |
| -------------- | ----- | ------- | ------- | ------- | ------- | ------- | ------- | ------------ | ------------ | ------------ | ------------ | ------------ | ------------ | ------ | ------ | ------ | ------ | ------ | ------ | -- |
| Super League   | 40    | 18      | 7       | 6       | 5       | 36      | 29      | 18           | 3            | 4            | 11           | 14           | 28           | 36     | 10     | 10     | 16     | 50     | 57     | -7 |
| Coppa Svizzera | -     | 0       | 0       | 0       | 0       | 0       | 0       | 3            | 2            | 0            | 1            | 4            | 5            | 3      | 2      | 0      | 1      | 4      | 5      | -1 |
| Totale         | 40    | 18      | 7       | 6       | 5       | 36      | 29      | 21           | 5            | 4            | 12           | 18           | 33           | 39     | 12     | 10     | 17     | 54     | 62     | -8 |

### Andamento in campionato
| Giornata  | 1 | 2 | 3 | 4 | 5 | 6 | 7 | 8 | 9 | 10 | 11 | 12 | 13 | 14 | 15 | 16 | 17 | 18 | 19 | 20 | 21 | 22 | 23 | 24 | 25 | 26 | 27 | 28 | 29 | 30 | 31 | 32 | 33 | 34 | 35 | 36 |
| --------- | - | - | - | - | - | - | - | - | - | -- | -- | -- | -- | -- | -- | -- | -- | -- | -- | -- | -- | -- | -- | -- | -- | -- | -- | -- | -- | -- | -- | -- | -- | -- | -- | -- |
| Luogo     | C | T | T | C | T | C | T | C | C | T  | C  | C  | T  | C  | T  | C  | T  | T  | C  | T  | C  | T  | C  | T  | T  | C  | T  | C  | T  | C  | C  | T  | C  | T  | C  | T  |
| Risultato | P | V | V | N | P | N | P | N | N | P  | N  | V  | P  | P  | P  | V  | P  | N  | N  | N  | V  | P  | V  | P  | N  | P  | P  | P  | N  | V  | P  | V  | V  | P  | V  | P  |
| Posizione | 6 | 5 | 4 | 5 | 5 | 6 | 7 | 6 | 7 | 7  | 7  | 6  | 6  | 6  | 7  | 6  | 6  | 6  | 7  | 8  | 6  | 7  | 6  | 7  | 6  | 7  | 7  | 7  | 7  | 7  | 7  | 7  | 7  | 7  | 7  | 7  |

Legenda:

Luogo: C = Casa; T = Trasferta. Risultato: V = Vittoria; N = Pareggio; P = Sconfitta.

### Statistiche dei giocatori
| H. Sulaimani    | 19 | 0 | 4  | 0 |
| T. Bah          | 24 | 0 | 5  | 0 |
| C. Belghazouani | 6  | 1 | 2  | 0 |
| S. Besle        | 31 | 4 | 12 | 0 |
| T. Chihab       | 26 | 4 | 3  | 0 |
| M. Coly         | 13 | 5 | 2  | 0 |
| M. Daoud        | 25 | 2 | 2  | 0 |
| W. Edjenguélé   | 24 | 0 | 4  | 1 |
| M. Facchinetti  | 1  | 0 | 0  | 0 |
| G. Faivre       | 29 | 0 | 0  | 0 |
| L. Ferro        | 7  | 0 | 1  | 0 |
| I. Furios       | 18 | 0 | 9  | 0 |
| S. Garcia       | 1  | 0 | 0  | 0 |
| B. Geiger       | 17 | 0 | 3  | 0 |
| M. Gomes        | 15 | 0 | 0  | 0 |
| S. Hodžić       | 20 | 1 | 5  | 0 |
| B. Ideye        | 33 | 9 | 4  | 0 |
| J. Mollard      | 0  | 0 | 0  | 0 |
| I. Niasse       | 21 | 4 | 3  | 2 |
| M. Niçoise      | 0  | 0 | 0  | 0 |
| R. Nuzzolo      | 26 | 2 | 7  | 0 |
| J. Paulo        | 7  | 1 | 0  | 0 |
| A. Quennoz      | 6  | 0 | 1  | 0 |
| R. Rak          | 13 | 1 | 4  | 0 |
| J. Rossi        | 13 | 5 | 5  | 1 |
| M. Steuble      | 5  | 1 | 0  | 0 |
| J. Szlykowicz   | 26 | 0 | 4  | 0 |
| I. Taljević     | 23 | 5 | 9  | 1 |
| N. Tarvajärvi   | 8  | 1 | 2  | 0 |
| R. Tosi         | 12 | 0 | 2  | 0 |
| M. Vuille       | 3  | 0 | 0  | 0 |
| L. Walthert     | 0  | 0 | 0  | 0 |
| S. Wüthrich     | 24 | 3 | 1  | 0 |